# خارپشت‌های دشتی
خارپشت‌های دشتی (نام علمی: Mesechinus) نام یک سرده از زیرخانواده جوجه‌تیغی است. این دسته شامل چهار گونه بوده که ساکن شرق آسیا هستند.

## گونه‌ها
- خارپشت دوری (Mesechinus dauuricus)
- خارپشت هیو (Mesechinus hughi)
- خارپشت جنگل گائولیگونگ (Mesechinus wangi)
- خارپشت دندان‌کوچک جنگلی (Mesechinus miodon)